# 坂井修一
坂井 修一（さかい しゅういち、1958年11月1日 - ）は、日本の歌人、情報理工学者、東京大学副学長・附属図書館長・名誉教授・特任教授。愛媛県出身。
短歌結社「かりん」に所属。科学者としての視点を生かしながら人間的な振幅を示す表現が特徴。現在、「かりん」編集人、現代歌人協会理事長。

## 人物
情報理工学の分野でも活躍し、電子技術総合研究所（現：産業技術総合研究所）に勤務していたときに、汎用性があるという意味で世界初といわれている高並列データ駆動計算機「EM-4」の開発に携わる。その後マサチューセッツ工科大学招聘研究員、筑波大学助教授、東京大学工学部助教授、同大学情報理工学系研究科教授を経て、同大学副学長・附属図書館長・名誉教授・未来ビジョン研究センター特任教授。国立大学図書館協会会長、情報処理学会フェロー、電子情報通信学会フェローなどでもある。
妻は同じく歌人の米川千嘉子。

## 略歴
- 1958年、愛媛県松山市に生まれる。
- 1977年、香川県立高松高等学校卒業。
- 1978年、短歌結社「かりん」入会。
- 1981年、東京大学理学部情報科学科卒業
- 1986年、東京大学大学院工学系研究科情報工学専攻博士課程修了、「高並列MIMD計算機の相互結合網」で工学博士。電子技術総合研究所に入所する。このころから「EM-4」の開発に参加し始める。
- 1990年、「EM-4」の開発に成功
- 1991年、マサチューセッツ工科大学招聘研究員（-1992）
- 1996年、筑波大学助教授(-1998)
- 1998年、東京大学大学院工学系研究科助教授(-2021)
- 2001年、東京大学大学院情報理工学系研究科教授（-2024）
- 2006年、情報処理学会理事(-2008)
- 2008年、現代歌人協会理事
- 2011年、NHK短歌選者(-2013)、日本学術会議連携会員(-2020)
- 2013年、東京大学大学院情報理工学系研究科長(-2016)
- 2015年、「かりん」編集人、電子情報通信学会理事（情報・システムソサイエティ次期会長）（-2017）, 放送倫理・番組向上機構(BPO)理事（-2021）
- 2016年、NHK短歌選者(-2017)、電子情報通信学会情報・システムソサイエティ会長（-2017）
- 2020年、現代歌人協会副理事長(-2025)、日本文藝家協会理事(-2024)
- 2021年、東京大学副学長・附属図書館長、国立大学図書館協会会長
- 2024年、3月東京大学教授を定年退職、4月より東京大学未来ビジョン研究センター特任教授　6月東京大学名誉教授
- 2025年、現代歌人協会理事長

## 著書

### 歌集・歌書
- 第一歌集『ラビュリントスの日々』（1986・砂子屋書房）
- 第二歌集『群青層』（1992・雁書館）
- 第三歌集『スピリチュアル』（1996・雁書館）
- 『鑑賞・現代短歌 七 塚本邦雄』（1996・本阿弥書店）
- 第四歌集『ジャックの種子』(1999・短歌研究社）
- 第五歌集『牧神』（2002・短歌研究社）
- 第六歌集『アメリカ』（2006・角川書店）
- 第一評論集『斎藤茂吉から塚本邦雄へ』（2006・五柳書院）
- 『現代短歌文庫 坂井修一歌集』（2006・砂子屋書房）
- 第七歌集『望楼の春』（2009・角川学芸出版）
- 第二評論集『世界と同じ色の憂愁』（2009・青磁社）
- 『ここからはじめる短歌入門』（2010・角川学芸出版）
- 第八歌集『縄文の森、弥生の花』（2013・角川学芸出版）
- 第九歌集『亀のピカソ』（2014・ふらんす堂）
- 第十歌集『青眼白眼』（2017・砂子屋書房）
- 『現代短歌文庫 続坂井修一歌集』（2017・砂子屋書房）
- 第十一歌集『古酒騒乱』（2019・角川文化振興財団）
- 『森鷗外の百首』（2021・ふらんす堂）
- 『蘇る短歌　大好きなうた、ちょっと苦手なうた』（2021・本阿弥書店）
- 『世界を読み、歌を詠む』（2021・ながらみ書房）
- 『うたごころは科学する』（2022・Kindle ダイレクト・パブリッシング）
- 第十二歌集『塗中騒騒』(2023・本阿弥書店）
- 第十三歌集『鷗外の甍』(2025・短歌研究社）

### 工学書
- 『論理回路入門』（2003・培風館）
- 『コンピュータアーキテクチャ』（2004・コロナ社）
- 『実践コンピュータアーキテクチャ』（2009・コロナ社）
- 『知っておきたい 情報社会の安全知識』（2010・岩波ジュニア新書）
- 『ITが守る、ITを守る -天災・人災と情報技術-』（2012・NHK出版）
- 『サイバー社会の「悪」を考える』（2022・東大出版）

## 受賞歴

### 短歌
- 1987年、歌集『ラビュリントスの日々』で第31回現代歌人協会賞
- 2000年、歌集『ジャックの種子』で第5回寺山修司短歌賞
- 2003年、歌集『牧神』で第2回茨城県歌人協会賞
- 2006年、歌集『アメリカ』で第11回若山牧水賞
- 2007年、『斎藤茂吉から塚本邦雄へ』で第5回日本歌人クラブ評論賞
- 2010年、歌集『望楼の春』で第44回迢空賞
- 2015年、歌集『亀のピカソ』で第7回小野市詩歌文学賞
- 2024年、「鷗外守」（20首）で第60回短歌研究賞

### 情報理工学
- 1989年、情報処理学会研究賞
- 1991年、情報処理学会論文賞、日本IBM科学賞、元岡記念賞
- 1995年、市村学術賞、IEEE論文賞
- 2010年、情報処理学会フェロー
- 2011年、電子情報通信学会フェロー
- 2012年、『ITが守る、ITを守る―天災・人災と情報技術』で第21回大川出版賞
- 2018年、電子情報通信学会業績賞
- 2024年、電子情報通信学会論文賞